# Шаньси Лунгс
«Шаньси Лунгс» (кит. упр. 山西汾酒猛龙, англ. Shanxi Fenjiu Loongs) — китайский баскетбольный клуб, выступающий в Северном дивизионе Китайской баскетбольной ассоциации (КБА). Представляет город Тайюань, провинция Шаньси, КНР. Талисманом клуба является дракон.